# Warcraft II: Beyond the Dark Portal
Warcraft II: Beyond the Dark Portal es el título de la única expansión del videojuego Warcraft II. Fue lanzada en 1996 por Blizzard. Para jugar la expansión es necesario tener el juego original instalado.
Incluye nuevos héroes para las dos razas con las que se puede jugar:

## Humanos
- Alleria
- Danath
- Turalyon
- Khadgar
- Kurdran

## Orcos
- Grom Hellscream
- Kargath Bladefist
- Dentarg
- Teron Gorefiend
- Deathwing